# Динес, Игорь Юрьевич
Динес, Игорь Юрьевич — российский политик и бизнесмен. Депутат Госдумы III и IV созывов.

## Биография
- Родился 22 апреля 1970 года в Москве в семье художников.
- В 1992 году окончил МГУ им. М. В. Ломоносова (исторический факультет, кафедра новой и новейшей истории»).
- Прошёл обучение в Венском экономическом университете (Австрия) по специальности «кредитное дело, анализ надежности предприятий» получив в 1994 году звание магистр философии Венского университета[1].
- В 2001 году окончил Северо-Западный университет МВД по специальности «кредитное дело, анализ надежности предприятий».

## Работа и политическая карьера
- В 1995—1997 гг. возглавлял общественную организацию Либеральный молодёжный союз России.
- В декабре 1995 года выдвигался на выборах депутатов Государственной Думы ФС РФ второго созыва в составе блока «Общее дело».
- В 1996—1997 гг. — занимал пост атташе Первого Департамента стран СНГ МИД России.
- В 1998—1999 гг. — работал директор выставочного комплекса в компании «Шефер Шол интернешнл системз».
- В 1998—1999 гг. — возглавлял общественную организацию «Российская ассоциация налогоплательщиков». В те же годы был заместителем руководителя Всероссийской молодёжной организации движения «Наш дом-Россия» (НДР).
- В 1999 году работал на общественных началах советником главы администрации Псковской области.
- В 1999 году присоединился к движению «Поколение свободы» и принял участие в выборах в Государственную думу по списку избирательного блока «Единство», в число учредителей которого вошло «Поколение свободы».